# Warren Jeffs
Warren Steed Jeffs (født 3. december 1955) er den tidligere præsident for den Fundamentalistiske Jesu Kristi Kirke af Sidste Dages Hellige. Han blev i 2011 dømt for to tilfælde af seksuelle overgreb mod børn og sidder derfor fængslet på livstid. Han afløste sin far Rulon Jeffs som profet ved dennes død i 2002. Efter faderens død giftede Warren Jeffs sig med alle Rulons koner (19-20) på nær 2. Warren Jeffs anslås at have mindst 75 koner og over 30 børn. Som ledende profet havde Jeffs fuld kontrol over, hvem der blev gift med hvem i trossamfundet, derudover havde han også retten til at opløse ethver ægteskab og give koner og børn til andre mænd. Der er tvivl om, hvordan han kan fortsætte med at lede trossamfundet fra fængslet. Der bygges angiveligt en kæmpe statue af Jeffs i det nye fundamentalistiske mormontempel. 